# Nationalratswahl in Österreich 1994
- SPÖ: 65
- GRÜNE: 13
- LIF: 11
- FPÖ: 42
- ÖVP: 52

- Regierung: 117
- Opposition: 66

Die Nationalratswahl am 9. Oktober 1994 war die 19. Nationalratswahl in der Geschichte der Republik Österreich. Stärkste Partei wurde trotz starker Stimmenverluste die SPÖ unter Bundeskanzler Franz Vranitzky. Wie bereits bei der letzten Wahl verlor die ÖVP unter Erhard Busek Stimmen und Mandate, blieb aber zweitstärkste Partei.
Von den Einbußen der Regierungsparteien SPÖ und ÖVP profitierte die FPÖ, die mit Jörg Haider als Spitzenkandidaten Stimmen und Mandate hinzugewann. Viertstärkste Partei wurde die Grüne Alternative mit Madeleine Petrovic, die ebenfalls Stimmen und Mandate hinzugewinnen konnte. Bei seinem ersten Antreten bei einer Nationalratswahl schaffte das Liberale Forum von Heide Schmidt den Sprung über die Vier-Prozent-Hürde und wurde fünftstärkste Partei.
Wahlberechtigt waren 5.774.000 Menschen. Die Wahlbeteiligung sank im Vergleich zur letzten Nationalratswahl auf 80,24 Prozent (1990: 83,58).

## Hintergrund
Die vier Jahre der Bundesregierung Vranitzky III waren von einem zunehmend ausländerfeindlichen und geschichtsrevisionistischen Oppositions-Kurs der FPÖ geprägt.
Nach einem Misstrauensantrag von ÖVP und SPÖ verlor Jörg Haider 1991 das Amt des Kärntner Landeshauptmanns, das er seit 1989 bekleidete. Anlass für den Misstrauensantrag war eine Äußerung Haiders in einer Debatte über Arbeitslosigkeit im Kärntner Landtag am 13. Juni 1991: „Na, das hat’s im Dritten Reich nicht gegeben, weil im Dritten Reich haben sie ordentliche Beschäftigungspolitik gemacht, was nicht einmal Ihre Regierung in Wien zusammenbringt. Das muss man auch einmal sagen.“ (zitiert nach Czernin 2000, S. 31)
Das von der FPÖ initiierte und im Jänner 1993 durchgeführte Anti-Ausländer-Volksbegehren „Österreich zuerst“ wurde von 416.531 (7,35 % der Wahlberechtigten) Österreicherinnen und Österreichern unterzeichnet. Im Gegenzug nahmen am 23. Jänner 1993 zwischen 250.000 und 300.000 Menschen am von SOS Mitmensch organisierten „Lichtermeer“ teil, um gegen das FPÖ-Volksbegehren zu protestieren. Eine weitere Folge des Anti-Ausländer-Volksbegehren war die Spaltung der FPÖ. Heide Schmidt, Klara Motter, Friedhelm Frischenschlager, Hans Helmut Moser und Thomas Barmüller verließen die Partei und gründeten am 4. Februar 1993 das Liberale Forum, das somit erstmals zur Wahl stand.
Am 3. Dezember 1993 begann eine Serie von Anschlägen mit fremdenfeindlichem Hintergrund. Erst Ende 1997 konnte der Täter Franz Fuchs gefasst werden.
Nachdem der Spitzenkandidat der letzten Wahl, Norbert Gugerbauer, zurückgetreten war, nominierte die FPÖ abermals Jörg Haider und warb unter dem Text „Sie sind gegen ihn, weil er für Euch ist“.
Dies ist insofern von Interesse, als fast 15 Jahre später der idente Spruch im Zuge der Nationalratswahl 2008 von der FPÖ wiederverwendet wurde.
Die Sozialistische Partei Österreichs (SPÖ) benannte sich 1991 in Sozialdemokratische Partei Österreichs um. Auch die Grünen änderten ihre Parteibezeichnung, seit einer Statutenänderung 1993 lautet ihr Name Die Grünen – Die Grüne Alternative (Grüne).

## Endergebnis
| Wahlberechtigte    | 5.774.000 |
| abgegebene Stimmen | 4.730.987 |
| Wahlbeteiligung    | 80,24 %   |
| ungültige Stimmen  | 97.873    |
| gültige Stimmen    | 4.633.114 |

| Wahlwerber                                                   | Stimmen   | Anteil | Anteil  | Mandate | Mandate |
| Wahlwerber                                                   | Stimmen   | 1994   | ±       | 1994    | ±       |
| ------------------------------------------------------------ | --------- | ------ | ------- | ------- | ------- |
| Sozialdemokratische Partei Österreichs (SPÖ)                 | 1.617.804 | 34,9 % | −7,9 %  | 65      | −15     |
| Österreichische Volkspartei (ÖVP)                            | 1.281.846 | 27,7 % | −4,4 %  | 52      | −8      |
| Freiheitliche Partei Österreichs (FPÖ)                       | 1.042.332 | 22,5 % | +5,9 %  | 42      | +9      |
| Die Grünen – Die Grüne Alternative (GRÜNE)                   | 338.538   | 7,3 %  | +2,5 %  | 13      | +3      |
| Liberales Forum (LIF)                                        | 276.580   | 6,0 %  | n.k.    | 11      | +11     |
| Nein - Bürgerinitiative gegen den Verkauf Österreichs (NEIN) | 41.492    | 0,9 %  | n.k.    | 0       | –       |
| Kommunistische Partei Österreichs (KPÖ)                      | 11.919    | 0,26 % | −0,29 % | 0       | ±0      |
| Christliche Wählergemeinschaft (CWG)                         | 9.051     | 0,20 % | ±0,0 %  | 0       | ±0      |
| Vereinte Grüne Österreichs – Liste Adi Pinter (VGÖ)          | 5.776     | 0,13 % | −1,9    | 0       | ±0      |
| Österreichische Naturgesetzpartei (ÖNP)                      | 4.209     | 0,09 % | n.k.    | 0       | –       |
| Bürgerliche Grüne Österreichs – Freie Demokraten (BGÖ)       | 2.504     | 0,05 % | n.k.    | 0       | –       |
| Die Beste Partei (DBP)                                       | 581       | 0,01 % | n.k.    | 0       | –       |
| Fritz Georg                                                  | 482       | 0,01 % | −0,09   | 0       | ±0      |

n.k. = nicht kandidiert

## Ergebnisse in den Bundesländern
Hier werden die Ergebnisse in den Bundesländern aufgelistet.
| Partei | B      | K      | N        | O      | S    | St     | T    | V      | W      |
| ------ | ------ | ------ | -------- | ------ | ---- | ------ | ---- | ------ | ------ |
| SPÖ    | 44,3   | 39,5   | 34,8     | 34,5   | 31,0 | 36,6   | 24,4 | 20,9   | 38,5   |
| ÖVP    | 31,5   | 16,4   | 33,9     | 28,9   | 29,0 | 27,5   | 36,2 | 37,8   | 17,1   |
| FPÖ    | 16,7   | 33,5   | 18,2     | 22,5   | 23,9 | 23,4   | 22,1 | 23,6   | 22,7   |
| GRÜNE  | 03,8   | 05,9   | 0005,735 | 07,6   | 08,1 | 06,2   | 9,5  | 09,0   | 09,8   |
| LIF    | 03,0   | 03,8   | 0005,745 | 04,7   | 06,4 | 04,9   | 05,3 | 06,5   | 10,1   |
| NEIN   | 00,5   | 00,5   | 01,1     | 00,8   | 00,9 | 00,8   | 01,2 | 00,5   | 01,0   |
| KPÖ    | 000,10 | 000,15 | 00,3     | 000,20 |      | 00,4   | 00,2 |        | 00,4   |
| CWG    |        |        |          | 00,5   | 00,5 |        | 00,7 | 00,8   |        |
| VGÖ    | 000,07 | 000,16 | 000,10   | 000,17 | 00,1 | 000,14 | 00,1 | 000,16 | 000,08 |
| ÖNP    |        |        |          | 000,18 |      |        | 00,3 | 000,26 |        |
| BGÖ    | 00,0   |        | 000,08   |        |      | 000,07 |      | 000,22 | 000,09 |
| DBP    |        | 000,17 |          |        |      |        |      |        | 00,2   |
| FG     |        |        |          |        |      |        |      | 000,30 |        |

## Folgen
| Parteien                         | Sitze |
| -------------------------------- | ----- |
| Absolute Mehrheit (ab 92 Sitzen) |       |
| SPÖ, ÖVP                         | 117   |
| SPÖ, FPÖ                         | 107   |
| ÖVP, FPÖ                         | 96    |
| Sitze gesamt                     | 183   |

Nach der Wahl setzten SPÖ und ÖVP die seit 1986 bestehende Große Koalition fort. Franz Vranitzky (SPÖ) blieb Bundeskanzler. Das Amt des Vizekanzler bekleidete weiterhin Erhard Busek (ÖVP). Die Bundesregierung Vranitzky IV nahm am 29. November 1994 ihre Arbeit auf. Erstmals in der zweiten Republik erreichten SPÖ und ÖVP zusammen weniger als zwei Drittel der Nationalratsmandate und konnten somit keine Verfassungsänderungen mehr beschließen.